# ザ・グレート・オマーニ
ザ・グレート・オマーニ（The Great Omani、1915年7月10日 - 2007年10月15日）、本名:ロナルド・カニンガム（Ronald Cunningham）とは、イギリスのエスケープ・アーティスト、スタントマン。ロン・カニンガム（Ron Cunningham）とも呼ばれる。火をズボンにつけ、さかさまでぶら下がっている間に電球を食べたり、拘束衣を脱いで脱出することを特技としていた。

## 生涯
1915年7月10日に、ロナルド・カニンガムはウィンザーのワイン輸入業者の一家に生まれた。ドーセットのシェアボーンの公立学校にて教育を受け、実家の家業に加わった後、プレイボーイな生活をしていた。第二次世界大戦前に会社が倒産して父親が死去したことにより、一家は離散した。
心臓が弱かったため、イギリス軍の兵役任務から除外された後、カニンガムはロンドンのチャーリング・クロス街にある古書店にて、『The Secrets of Houdini』という本と出会った。カニンガムは後に、「その瞬間、私の人生は完全に変わった。私は化学反応を感じ、二度と過去を振り返ることは無かった。」と述べている。カニンガムはその本を購入して読み進めた後、地元の水泳プールにて最初となる水中脱出の練習を行った。

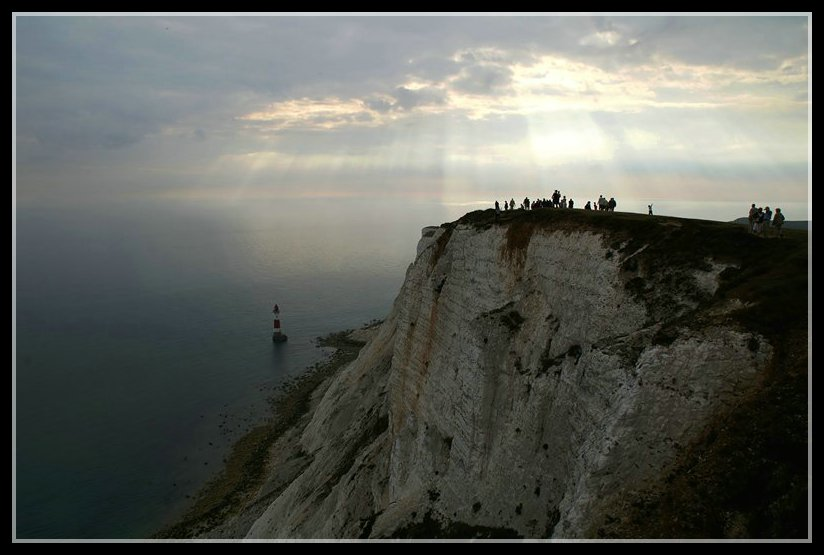
オマーニが逆立ちを行ったビーチー岬。

1950年代ごろまでに、ザ・グレート・オマーニという芸名を名乗り始め、一般に向けてスタントや脱出術を始めた。初期のころは生計を立てることが出来なかったため、妻であったエイリーン・カニンガムとともに、音楽ホールを回り、パフォーマンスを披露していた。この活動はボグナー・レジスの桟橋でスタント活動を頻繁に行うころまで行っていた。この桟橋では拘束衣を着て、潮が来たときに桟橋の橋げたに鎖を繋がれ、南京錠をかけられた状態から脱出するという脱出術を披露していた。また、ブライトンのウェストピアでは、炎の海に飛び込むパフォーマンスや、釘の床で寝そべるパフォーマンスを披露していた。1977年にオマーニはエリザベス女王の在任25周年記念として、ビーチー岬にて両足にユニオンジャックを挟んで逆立ちをするというパフォーマンスを披露した。
1983年にエイリーンが死去してからも、オマーニはスタント活動を続けた。オマーニは「引退しづらい職業だ。」と語り、その理由として自身が「露出狂」であるからだと語った。
その後イギリス南海岸の桟橋が次々と閉鎖され、オマーニに関する報道のトーンは尊敬から老人が未だに危険なパフォーマンスを行っている不思議さへと変化したため、オマーニは数回引退を示唆する発表をした後、2005年に最後のパフォーマンスを行うことを決めた。このパフォーマンスは車椅子に乗りながら、ライトンの酒場にて行われ、自身の十八番である割れた瓶を裸足で踏み潰す、自身の身体に火をつける、曲がりやすいナイフを胸に数回突く、ビールグラスを首の上に置きハンマーで砕くというパフォーマンスを披露した。オマーニはこのとき、自身の人生を「幸せでカラフルな人生であり、興味深い人生であった。」と振り返り、「さもなくば人生は退屈だっただろう。」と述べた。
ロンは癌や腎臓病と闘病しながら、BBCのテレビクルーによる密着取材を受け、クルーのために火を食うパフォーマンスを披露した1週間後に亡くなった。92歳没。
このとき撮影された映像はBBC Twoにて『The 92 Year Old Danger Junkie』というドキュメンタリー番組として放送された。